# 阿部正实
阿部正实（日语：／ Abe Masazane，1764年3月10日—1832年1月10日）日本江戶時代中後期大名、上总国佐贯藩第4代藩主。备后福山藩阿部家分家5代。
宝历14年（1764年）2月8日在大坂出生。安永8年（1779年）12月成为佐贯藩第3代藩主阿部正贺的养子。安永9年（1780年）正贺去世，继承家督而成为第4代藩主。天明元年（1781年）12月任从五位下、因幡守。
曾任日光祭礼奉行代和和田仓門番，天明8年（1788年）4月迁任兵部少辅。宽政4年（1792年）11月20日，因为生病的关系将家督让给养子阿部正简后隐居。
文化11年（1814年）3月迁任信浓守。天保2年（1831年）12月8日去世。享年68岁。